# Horacio Elizondo
Horacio Marcelo Elizondo (ur. 4 listopada 1963 w Quilmes) – argentyński sędzia piłkarski. Arbiter finału mistrzostw świata w 2006 roku.

Z zawodu nauczyciel wychowania fizycznego. Od 1994 sędzia międzynarodowy. Zadebiutował 9 października 1996 w meczu pomiędzy reprezentacjami Ekwadoru i Kolumbii odbywającego się w ramach eliminacji strefy CONMEBOL do mistrzostw świata 1998.

Podczas mistrzostw świata 2006 prowadził łącznie pięć spotkań, w tym mecz otwarcia pomiędzy reprezentacjami Niemiec i Kostaryki, jak i mecz finałowy między reprezentacjami Włoch i Francji. W meczu finałowym pokazał czerwoną kartkę Zinedine Zidanowi, który uderzył włoskiego obrońcę Marco Materazziego. Dla Zidana był to ostatni mecz w karierze sportowej. Był pierwszym Argentyńczykiem, który prowadził mecz finałowy Mistrzostw Świata. Jest także pierwszym sędzią, który prowadził mecz otwarcia i finał tego samego turnieju mistrzowskiego.

## Turnieje
- Copa América (1997 i 1999)
- Mistrzostwa Świata U-17 (1997 i 2005)
- Mistrzostwa Świata U-21 (1997 i 2005)
- Klubowy Puchar Świata (2000)
- Copa Libertadores (2002 i 2005)
- Letnie igrzyska olimpijskie (2004)
- Mistrzostwa Świata (2006)